# Difuani, Dikuntri
Difuani pour les garçons et Dikuntri pour les filles, sont des rites initiation du peuple Batammariba de la région de l'Atakora au nord du Bénin et du Togo.

## Rites d'initiation
L'initiation du difuani, dikuntri se fait tous les 4 ans et pour avoir la possibilité que l'on le fasse lors des obsèques, il faudra être initié tôt dès la jeunesse,.

### Utilité du rites
Considéré par les amateurs comme le symbole de maturité et de courage, il est la phase où on quitte l'enfance pour la phase Adulte. Les Batammariba ou Batammaribè accordent une grande place à leur patrimoine culturel, et un jeune ou une jeune, scolarisé ou non, qu'il ait quitté le village ou pas, doit être initié. Le Dikuntri (pour les filles) est l'un des rites d'initiations à être célébré dans son intégralité,.